# Melitaea pseudosibina
Melitaea pseudosibina är en fjärilsart som beskrevs av Alberti 1969. Melitaea pseudosibina ingår i släktet Melitaea och familjen praktfjärilar. Inga underarter finns listade i Catalogue of Life.